# Delmotte (orgelbouwers)
De familie Delmotte is een Henegouws geslacht van orgelbouwers, gevestigd in Saint-Léger en Doornik. De oorsprong van de familie ligt in West-Vlaanderen, in Menen, Deerlijk en Otegem. 

## Geschiedenis
De oprichter in 1812 was Pierre-Fidèle Delmotte, uurwerkmaker zoals zijn vader. In de loop van de negentiende en twintigste eeuw werd hij opgevolgd door vier generaties Delmotte. Zij werkten hoofdzakelijk in Wallonië en Noord-Frankrijk, maar waren ook regelmatig in Vlaanderen actief.
Pierre-Fidèle werd organist en vestigde zijn atelier voor orgelbouw in Saint-Léger. Zijn broer Jeremias werkte gedurende een tiental jaren met hem mee.
In 1855 ging zijn zoon Théophile in Parijs in de leer bij A. Cavaillé-Coll. In 1872 verhuisde hij naar Doornik en werkte er samen met een paar van zijn broers, eveneens orgelbouwers.
Maurice Delmotte ontplooide grote activiteit in het bouwen van orgels met elektrische aandrijving, met als hoogtepunt in 1939-1940 het grote orgel voor de nationale radio-omroep in het nieuwe gebouw aan het Flageyplein in Elsene, Brussel.
Georges Delmotte werkte vanaf 1946 in het familiebedrijf. Vanaf de jaren zeventig legde hij zich toe op instrumenten met mechanische aandrijving. Hij werd opgevolgd als afgevaardigd bestuurder door zijn zoon Etienne, terwijl twee neven, Guy Seghers en Denys Delporte, de technische orgelactiviteiten op zich namen.
In 2016 vierde de onderneming haar tweehonderdste verjaardag.
Delmotte heeft een catalogus van circa 150 nieuwe orgels en een honderdtal grondige restauraties. Het gaat om orgels met verschillende transmissiesystemen: mechanisch, elektrisch, pneumatisch of elektronisch. De activiteiten situeren zich hoofdzakelijk in België en Noord-Frankrijk. Enkele werken werden uitgevoerd in Griekenland, Italië en Columbia.

## Opeenvolgende orgelbouwers
- Pierre-Fidèle Delmotte (1792-1867)
  - Constantin Delmotte
  - Louis Delmotte
  - Edouard Delmotte
  - Théophile Delmotte (1833-1909)
    - Maurice Delmotte (1885-1961)
      - Georges Delmotte (1925-1992)
        - Etienne Delmotte
- Jeremias Delmotte

## Enkele orgels van Delmotte
- Orgel van de kerk in Leers (Nord) (1856)
- Orgel van de Sint-Pieter-en-Pauluskerk (Solre-le-Château) (1865)
- Orgel van de Sint-Martinuskerk (Balegem) (1879)
- Orgel van de Saint-Lazaruskerk in Doornik (1888)
- Orgel van de Sint-Columbakerk in Deerlijk (1907)
- Orgel van de Barnabietenkerk in Vorst (Brussel) (1908)
- Orgel van de Wereldtentoonstelling in Brussel (1935)
- Orgel van de Sint-Barbarakerk in Eisden
- Orgel van het Belgisch Instituut voor Radio Omroep (NIR), Flageyplein, grootste orgel in België, ingespeeld in april 1940, enkele dagen voor het uitbreken van de Tweede Wereldoorlog
- Orgel van de kerk in Châtelet (1942)
- Orgel in de Sainte-Waudrukerk (Bergen), ombouw in 1948-1952 (tot 2014 waarna een reconstructie plaatsvond, beëindigd in 2018)
- Orgel van de Sint-Laurentiuskerk in Lokeren (1960)
- Orgel van de Saint-Bricekerk in Doornik (1962)
- Orgel van de kerk van Saints-Jean-et-Nicolas in Nijvel (1973)
- Orgel van de Saint-Quentinkerk in Doornik (1986, 36 spelen, 3 klavieren)